# Río Heath
Der Río Heath ist ein 300 km langer rechter Nebenfluss des Río Madre de Dios im südwestlichen Amazonasbecken. Er stellt auf seinem gesamten Verlauf die Grenze zwischen Peru im Westen und Bolivien im Osten dar.

## Verlauf
Der Río Heath entspringt auf einer Höhe von etwa 1500 m in den unzugänglichen Vorandenketten am Rande der peruanischen Ostkordillere, gut 90 km Luftlinie westlich von Ixiamas und etwa 200 km nördlich des Titicaca-Sees. Nach dem Durchbruch der letzten Nordwest-Südost-streichenden Gebirgsrücken erreicht er das Tiefland, in dem er direkt nach Norden fließt. Er mündet in einer Entfernung von etwa 150 km nördlich seines Quellgebietes auf einer Höhe von 160 m bei Puerto Pardo und Puerto Heath in den Río Madre de Dios. Auf seinem Weg trennt der Río Heath das bolivianische Departamento La Paz von den peruanischen Regionen Puno und Region Madre de Dios. Er weist entlang seinem gesamten Flusslauf ein stark mäandrierendes Verhalten mit zahlreichen Flussschlingen und Altarmen auf. Das etwa 3400 km² große Einzugsgebiet des Río Heath liegt fast vollständig im Tiefland und besteht aus weitgehend unerschlossenem tropischem Regenwald. Es grenzt im Westen an das des Río Tambopata, im Osten an das des Río Madidi. Auf der peruanischen Seite des Flusses liegt der Nationalpark Bahuaja Sonene sowie das Schutzgebiet Reserva Nacional Tambopata, auf der bolivianischen Seite des Flusses liegt der Nationalpark Madidi. Der mittlere Abfluss des Río Heath wird mit 133 m³/s angegeben.

## Erforschungsgeschichte
Benannt wurde der Río Heath nach dem US-Amerikaner Edwin Heath, der in den 1880er Jahren die Region bereiste und beschrieb. Im Jahr 1910 bereiste der britische Forschungsreisende Percy Fawcett mit seiner Expeditionsgruppe im Auftrag der bolivianischen Regierung den Río Heath, um die Grenze zu Peru zu bestimmen; er kartierte dessen Verlauf und nahm Kontakt mit den lokalen Indigenen auf. Laut Fawcett beträgt die Länge des Flusses 226 km.